# لوکاس راستلو
لوکاس راستلو (انگلیسی: Lucas Rastello؛ زادهٔ ۲۱ آوریل ۱۹۸۵) بازیکن فوتبال اهل فرانسه است.
از باشگاه‌هایی که در آن بازی کرده‌است می‌توان به باشگاه فوتبال المپیک مارسی اشاره کرد.